# اینترنت اکسپلورر ۵
مایکروسافت اینترنت اکسپلورر ۵ (Microsoft Internet Explorer 5) (به اختصار IE5) یک مرورگر وب گرافیکی است که در ۱۸ مارس ۱۹۹۹ توسط مایکروسافت منتشر شد. این نسخه مخصوص مایکروسافت ویندوز بود، اما به همراه نسخه‌هایی برای اپل مکینتاش، سولاریس و اچ‌پی-یو ایکس قابل دسترس بود. در آگوست سال ۲۰۰۱ اینترنت اکسپلورر ۶ جایگزین این نسخه شد.